# Wereldkampioenschappen veldrijden 1996
De wereldkampioenschappen veldrijden 1996 werden gehouden in het weekend van 3 en 4 februari 1996 in Montreuil, Frankrijk. Voor het eerst in de geschiedenis werd er ook een beloftewedstrijd georganiseerd.

## Uitslagen

### Mannen, elite
| Plaats | Renner              | Land        | Tijd   |
| ------ | ------------------- | ----------- | ------ |
|        | Adrie van der Poel  | Nederland   | 56.12  |
| Zilver | Daniele Pontoni     | Italië      | z.t.   |
| Brons  | Luca Bramati        | Italië      | z.t.   |
| 4.     | Henrik Djernis      | Denemarken  | + 0.09 |
| 5.     | Erwin Vervecken     | België      | z.t.   |
| 6.     | Emmanuel Magnien    | Frankrijk   | z.t.   |
| 7.     | Dieter Runkel       | Zwitserland | + 0.21 |
| 8.     | Richard Groenendaal | Nederland   | z.t.   |
| 9.     | Jérôme Chiotti      | Frankrijk   | + 0.39 |
| 10.    | Beat Wabel          | Zwitserland | + 0.59 |

### Mannen, beloften
| Plaats | Renner            | Land        | Tijd   |
| ------ | ----------------- | ----------- | ------ |
|        | Miguel Martinez   | Frankrijk   | 46.57  |
| Zilver | Patrick Blum      | Zwitserland | z.t.   |
| Brons  | Zdeněk Mlynář     | Tsjechië    | + 0.04 |
| 4.     | Maarten Nijland   | Nederland   | z.t.   |
| 5.     | Kamil Ausbuher    | Tsjechië    | + 0.14 |
| 6.     | David Süssemilch  | Tsjechië    | z.t.   |
| 7.     | Dario David Cioni | Italië      | z.t.   |
| 8.     | Beat Blum         | Zwitserland | z.t.   |
| 9.     | Christophe Morel  | Frankrijk   | + 0.19 |
| 10.    | Giullaume Benoist | Frankrijk   | + 0.25 |

### Jongens, junioren
| Plaats | Renner             | Land        | Tijd   |
| ------ | ------------------ | ----------- | ------ |
|        | Roman Peter        | Zwitserland | 46.14  |
| Zilver | Gaiza Lejaretta    | Spanje      | + 0.05 |
| Brons  | Gregory Lapalud    | Frankrijk   | + 0.06 |
| 4.     | Peter Frei         | Zwitserland | + 0.08 |
| 5.     | David Derepas      | Frankrijk   | + 0.11 |
| 6.     | John Gadret        | Frankrijk   | + 0.12 |
| 7.     | Christian Trafelet | Zwitserland | + 0.25 |
| 8.     | Bart Wellens       | België      | + 1.14 |
| 9.     | Matthias Kern      | Zwitserland | + 1.22 |
| 10.    | David Tický        | Tsjechië    | + 1.30 |

## Medaillespiegel
| Plaats | Land        | Goud | Zilver | Brons | Totaal |
| 1      | Zwitserland | 1    | 1      | 0     | 2      |
| 2      | Frankrijk   | 1    | 0      | 1     | 2      |
| 3      | Nederland   | 1    | 0      | 0     | 1      |
| 4      | Italië      | 0    | 1      | 1     | 2      |
| 5      | Spanje      | 0    | 1      | 0     | 1      |
| 6      | Tsjechië    | 0    | 0      | 1     | 1      |
| Totaal | Totaal      | 3    | 3      | 3     | 9      |

Kampioenschappen:  Wereldkampioenschappen · 
 Belgische kampioenschappen · 
 Nederlandse kampioenschappen
Klassementen:  Wereldbeker · 
 Superprestige · 
 GvA Trofee · 
 Challenge national
1950 · 
1951 · 
1952 · 
1953 · 
1954 · 
1955 · 
1956 · 
1957 · 
1958 · 
1959 · 
1960 · 
1961 · 
1962 · 
1963 · 
1964 · 
1965 · 
1966 · 
1967 · 
1968 · 
1969 · 
1970 · 
1971 · 
1972 · 
1973 · 
1974 · 
1975 · 
1976 · 
1977 · 
1978 · 
1979 · 
1980 · 
1981 · 
1982 · 
1983 · 
1984 · 
1985 · 
1986 · 
1987 · 
1988 · 
1989 · 
1990 · 
1991 · 
1992 · 
1993 · 
1994 · 
1995 · 
1996 · 
1997 · 
1998 · 
1999 · 
2000 · 
2001 · 
2002 · 
2003 · 
2004 · 
2005 · 
2006 · 
2007 · 
2008 · 
2009 · 
2010 · 
2011 · 
2012 · 
2013 · 
2014 · 
2015 · 
2016 · 
2017 · 
2018 · 
2019 ·
2020 ·
2021 ·
2022 ·
2023 ·
2024 ·
2025

Categorieën

Mannen elite · 
vrouwen elite · 
mannen beloften · 
vrouwen beloften · 
jongens junioren · 
meisjes junioren · 
gemengde estafette

Voormalig:
mannen amateurs